# Jaskinia Dunmore
Jaskinia Dunmore – jaskinia w Irlandii, w hrabstwie Kilkenny, w prowincji Leinster.
Jaskinia Dunmore położona jest około 11 km na północ od miasta Kilkenny. Można do niej dojechać drogami N77 i N78. Pieczarę tę wyróżnia dobre oświetlenie i bardzo strome do niej zejście. Wśród formacji skalnych na szczególną uwagę zasługuje uznawany za jeden z najwyższych w Europie stalagmit, jest to około siedmiometrowy tak zwany Krzyż Targowy, do interesujących można także zaliczyć kilka innych obiektów.
Dramatyczne momenty w historii jaskini miały miejsce w roku 928, kiedy to grupa kobiet i dzieci szukała tutaj schronienia przed najazdem wikingów. Najeźdźcy ci wymordowali wcześniej w okolicy ponad tysiąc mężczyzn. Ponad tysiąc lat później, w roku 1973, na 46 szkieletów tych ludzi natknęła się wyprawa speleologów. Szkielety odnalezione przez grotołazów nie nosiły jednak znamion przemocy, co mogłoby świadczyć o tym, że ludzie ci zmarli z głodu, bądź udusili się od dymu rozpalonych ognisk.